# Firozabad
Firozabad là một thành phố và là nơi đặt ban đô thị (municipal board) của quận Firozabad thuộc bang Uttar Pradesh, Ấn Độ.

## Địa lý
Firozabad có vị trí 27°09′B 78°25′Đ / 27,15°B 78,42°Đ Nó có độ cao trung bình là 164 mét (538 feet).

## Nhân khẩu
Theo điều tra dân số năm 2001 của Ấn Độ, Firozabad có dân số 278.801 người. Phái nam chiếm 53% tổng số dân và phái nữ chiếm 47%. Firozabad có tỷ lệ 59% biết đọc biết viết, thấp hơn tỷ lệ trung bình toàn quốc là 59,5%: tỷ lệ cho phái nam là 64%, và tỷ lệ cho phái nữ là 53%. Tại Firozabad, 16% dân số nhỏ hơn 6 tuổi.